# Суходольский, Алексей Львович
Алексей Львович Суходольский (1863—1935) — советский украинский актёр, режиссёр, драматург.

## Биография
Родился в 1863 году.
До Октябрьской революции — артист многих провинциальных трупп, организатор собственной антрепризы, держал в Харькове труппу, в которой в конце XIX века сыграл свои первые роли шурин Суходольского — в будущем знаменитый актёр и режиссёр Алексей Дикий.
В его труппе в 1907—1909 годах начал свою деятельность Кипоренко-Даманский. С 1915 года в его труппе работал актёр Дунайский. Также у Суходольского работали певец Кузьма Демидов, актёры Леонид Манько, Митрофан Ярошенко.
В последние годы жизни работал в Московском украинском театре РСФСР.
Его жена — Дикова М. Д. — актриса. О Суходольском она написала книгу: «Актер, режиссёр, драматург» (1945).
Умер в 1935 году.
В РГАЛИ имеются документы, связанные с Суходольским А. Л.